# Lucanus kerleyi
Lucanus kerleyi là một loài bọ cánh cứng trong họ Lucanidae. Loài này được Boucher mô tả khoa học năm 1994.